# Проходня
Проходня́ — деревня Кашарского сельсовета Задонского района Липецкой области. Имеет одну улицу: Верхняя.

## История
Находится на ручье Проходенке, упоминаемом в документах 1629 г. (ИИПК, 190). На этом ручье в середине XVII в. появилась деревин Проходня (или Проходная). Затем её жители ушли в другие места, и в документах 1696 г. здесь отмечается «пустошь Тешевская, что была деревня Проходная». В этой пустоши насчитывалось «36 мест дворовых крестьянских и бобыльских пустых». В XVIII в. деревня возродилась.

## Название
Название ручья, давшего ей имя, означает — «ручей, проходящий через лес».

## Население
| 2010 |
| ---- |
| 0    |